# Pedagogía y Sociedad
Pedagogía y Sociedad es una publicación periódica científica trimestral que publica artículos originales y de revisión sobre ciencias de la educación. Fundada en 1997, es una de las revistas científicas editadas por la Universidad de Sancti Spíritus. Publica fundamentalmente en español y acepta envíos de trabajos en inglés y portugués. La revista aparece indexada en CLASE, Redalyc, ERIHPLUS, Latindex, CiteFactor, MIAR, IRESIE, REDIB y LatinREV.